# (7810) 1981 DE
1981 دي إي (ويعرف أيضًا باسم (7810) 1981 دي إي وفق تسمية الكوكب الصغير) (بالإنجليزية: 1981 DE)‏ هو كويكب ضمن حزام الكويكبات؛ وترتيبه 7810 من حيث الاكتشاف.
اكتُشف هذا الجُرم الفلكي بواسطة هنري ديبهون في 26 فبراير 1981.

## وصلات خارجية
- (7810) 1981 DE في قاعدة بيانات مختبر الدفع النفاث لأجرام النظام الشمسي الصغيرة

- الاكتشاف · مخطط المدار ·  العناصر المدارية · المعلمات المادية

- (7810) 1981 DE على موقع ويكي سكاي: DSS2, SDSS, GALEX, IRAS, Hydrogen α, X-Ray, Astrophoto, Sky Map, Articles and images